# Herb gminy Złotniki Kujawskie
Herb gminy Złotniki Kujawskie – jeden z symboli gminy Złotniki Kujawskie, ustanowiony 30 października 2001.

## Wygląd i symbolika
Herb przedstawia na tarczy koloru czerwonego złoty kielich, a nad nim korona, a w dolnej części tarczy srebrną zawiasę kotłową. Kielich nawiązuje do wyrobów złotniczych i nazwy gminy, korona do herbu Kujaw, a zawisa do herbu Nowina, którym posługiwali się właściciele Złotnik. 